# Bo Bylund
Bo Magnus Bylund, född 24 april 1946 i Sandviken, Gävleborgs län, är en svensk ämbetsman och generaldirektör.
Bylund är jurist och var anställd vid LO:s rättsskydd innan han blev förbundsjurist vid Svenska metallarbetareförbundet där han senare utsågs till förbundssekreterare. Han har varit statssekreterare i Arbetsmarknadsdepartementet, generaldirektör för Arbetarskyddsstyrelsen (nuvarande Arbetsmiljöverket) från 1994 och generaldirektör för Banverket 1997-2005. Åren 2005-2008 var han generaldirektör för Arbetsmarknadsstyrelsen som 1 januari 2008 döptes om till Arbetsförmedlingen. Han har därefter varit generaldirektör vid Regeringskansliet. Han har även haft regeringens uppdrag att förhandla med industrin om en överenskommelse om den fortsatta omställningen av energisystemet.
Bylund fick utstå hård kritik från de borgerliga partierna under sin tid som generaldirektör för Arbetsmarknadsstyrelsen på grund av sin bakgrund som aktiv socialdemokrat. Moderatledaren Fredrik Reinfeldt har bland annat kallat honom för en "socialdemokratisk valarbetare". Efter maktskiftet beslöt Regeringen Reinfeldt att förkorta Bylunds förordnande. Beslutet tolkades av fackliga representanter från SEKO och Saco som att Bylund avskedats och kritik riktades mot regeringen för politisering av myndigheterna.
Bylund har varit gift med Lise Bergh men är sedan 2006 gift med landshövding Berit Andnor.